# Замок Штраленбург
Замок Штраленбург — руины средневекового замка на горе над городом Шрисхайм в немецкой федеральной земле Баден-Вюртемберг.

## Расположение
Замок стоит на западном склоне Масличной горы, называемой также Шрисхаймской замковой горой (Schriesheimer Schlossberg). Внизу, под горой, раскинулся город Шрисхайм. С замка открывается обзор на всю близлежащую верхнерейнскую низменность с расположенными по берегам Неккара и Рейна населёнными пунктами. В хорошую погоду на горизонте виден Пфальцский Лес и узнаваем горный массив Доннерсберг (в Пфальце).

## История
Возведение замка началось при Конраде I фон Штраленберг, потомке одной из побочной линий Хиршбергеров (или Хитцбергеров), причём фамилия Штраленберг произведена, по всей видимости, от другого одноимённого замка, оставленного уже в XIII в. и располагавшегося выше замка Хиршбург (сегодня едва узнаваемая руина) на территории общины Хиршберг (Бергштрассе).
В 1240 г. Конрад I упомянут как фогт Шрисхайма. При этом, ввиду изначально сложных территориальных обстоятельств, а замок был построен на землях, подлежащих бенедиктинскому аббатству Эльванген, Конрад вступил в конфликт с аббатом, в результате которого он попал под действие имперской опалы, и был, в итоге, вынужден признать себя бенефициарием монастыря. К этому времени относятся постройка бергфрида и внутреннего круга зданий в замке; так называемый «палас», то есть главный жилой дом, был возведён, скорее всего, в XIV в.
Младший сын Конрада Эберхард (Eberhard II. von Strahlenberg) стал в 1291 г. епископом Вормса, что было использовано его братом, Конрадом II и затем его племянником, Конрадом III, для расширения и утверждения влияния семьи в регионе.
Однако уже к началу XIV в. Штраленберги столкнулись с финансовыми проблемами, и были вынуждены начать закладывать свои владения. Так в 1329 г. Ренневарт фон Штраленберг (Rennewart von Strahlenberg), заложил Штраленбург и Шрисхайм Хартмуту фон Кронбергу, при котором вплоть до его смерти в 1338 г. в замке был предпринят ряд строительных работ.
В 1346 г. один из наследников Кронберга заключил договор продажи Штраленбурга Майнцу, однако Ренневарт фон Штраленберг смог в последний момент выплатить залог, и договор не вступил в законную силу. Однако уже в 1347 г. Ренневарт продал замок пфальцграфу Рупрехту I.
В 1468 г. Штраленбург перешёл в собственность графов Фельденца (при Людвиге I).
Что послужило причиной разрушения замка, достоверно неизвестно, однако, ясно, что это произошло в конце XV — начале XVI вв. Не исключено, что Штраленбург был разрушен уже в мае 1470 г. в результате конфликта Людвига I графа Фельденцского с гейдельбергским курфюрстом Фридрихом I, в ходе которого замок был сожжён, а Шрисхайм потерял свои городские права. В качестве второй даты называется 1504 г., когда в войне за ландсхутское наследство гессенские войска опустошили северный Пфальц. Вполне вероятно, что верны обе теории.
В 1733 г. было дано формальное разрешение на использование руин в качестве каменоломни для обустройства подпорных стен окружающих замок виноградников.
В 1784 г. замок был сдан в долгосрочную аренду графам фон Оберндорфф, и в 1828 г. они стали его собственниками, укрепив оставшиеся фрагменты стен Штраленбурга.

## Современное использование
Замок находится в частном владении, до 2023г. был открыт для посещения. Часть бывшей территории занимает ресторан с обзорной террасой, ныне функционирующий только для корпоративных заказчиков. Кроме того, Обществом любителей истории периодически организуются экскурсии.